# Coprinellus
Coprinellus is een geslacht van schimmels behorend tot de familie Psathyrellaceae. De typesoort is Coprinellus deliquescens. Het geslacht werd beschreven door Petter Karsten en in 1879 geldig gepubliceerd. De meeste soorten zijn afkomstig van het geslacht Coprinus. Molecularaire studies toonden aan dat ze in dit geslacht thuis horen.

## Soorten
Volgens Index Fungorum telt het geslacht in totaal 64 soorten (peildatum oktober 2023):
| Soortnaam                                               | Auteur(s)                                              | Publicatiejaar |
| ------------------------------------------------------- | ------------------------------------------------------ | -------------- |
| Coprinellus alkalinus                                   | (Anastasiou) Voto                                      | 2021           |
| Coprinellus alvesii                                     | P. Voto                                                | 2019           |
| Coprinellus andreorum                                   | Sammut & Karich                                        | 2021           |
| Coprinellus apleurocystidiosus                          | Voto                                                   | 2021           |
| Coprinellus aquatilis                                   | (Peck) Voto                                            | 2019           |
| Coprinellus arenicola                                   | Wartchow & A.R.P. Gomes                                | 2014           |
| Coprinellus aureogranulatus                             | (Uljé & Aptroot) Redhead, Vilgalys & Moncalvo          | 2001           |
| Coprinellus bipellis (Plakjesinktzwam)                  | (Romagn.) P. Roux, Guy García & Borgarino              | 2006           |
| Coprinellus bulleri                                     | (Cacialli, Caroti & Doveri) Gminder                    | 2010           |
| Coprinellus campanulatus                                | S. Hussain & H. Ahmad                                  | 2018           |
| Coprinellus carbonicola                                 | (Singer) Voto                                          | 2020           |
| Coprinellus castaneus                                   | (Berk. & Broome) Voto                                  | 2020           |
| Coprinellus chaignonii                                  | (Pat.) Voto                                            | 2019           |
| Coprinellus crassitunicatus                             | Voto                                                   | 2021           |
| Coprinellus criniticaulis                               | Voto                                                   | 2021           |
| Coprinellus curtoides                                   | Voto                                                   | 2021           |
| Coprinellus curtus (Paardenmestdonsinktzwam)            | (Kalchbr.) Vilgalys, Hopple & Jacq. Johnson            | 2001           |
| Coprinellus deliquescens                                | (Bull.) P. Karst.                                      | 1879           |
| Coprinellus deminutus                                   | (Enderle) Valade                                       | 2014           |
| Coprinellus dilectus                                    | (Fr.) Redhead, Vilgalys & Moncalvo                     | 2001           |
| Coprinellus disseminatisimilis                          | S. Hussain                                             | 2018           |
| Coprinellus disseminatus (Zwerminktzwam)                | (Pers.) J.E. Lange                                     | 1938           |
| Coprinellus domesticus (Grote viltinktzwam)             | (Bolton) Vilgalys, Hopple & Jacq. Johnson              | 2001           |
| Coprinellus duricystidiosus                             | Voto                                                   | 2021           |
| Coprinellus ellisii (Sokvoetinktzwam)                   | (P.D. Orton) Redhead, Vilgalys & Moncalvo              | 2001           |
| Coprinellus fimbriatus                                  | (Berk. & Broome) Redhead, Vilgalys & Moncalvo          | 2001           |
| Coprinellus flocculosus (Valse viltinktzwam)            | (DC.) Vilgalys, Hopple & Jacq. Johnson                 | 2001           |
| Coprinellus furfurellus                                 | (Berk. & Broome) Redhead, Vilgalys & Moncalvo          | 2001           |
| Coprinellus heptemerus (Bruine mestinktzwam)            | (M. Lange & A.H. Sm.) Vilgalys, Hopple & Jacq. Johnson | 2001           |
| Coprinellus hylaeae                                     | (Singer) Voto                                          | 2022           |
| Coprinellus limicola                                    | (Uljé) Doveri & Sarrocco                               | 2011           |
| Coprinellus magnoliae                                   | N.I. de Silva, Lumyong & K.D. Hyde                     | 2021           |
| Coprinellus maysoidisporus                              | Voto                                                   | 2021           |
| Coprinellus micaceus (Gewone glimmerinktzwam)           | (Bull.) Vilgalys, Hopple & Jacq. Johnson               | 2001           |
| Coprinellus neodilectus                                 | Voto                                                   | 2019           |
| Coprinellus occultivolvatus                             | Voto                                                   | 2021           |
| Coprinellus ovatus                                      | M. Kamran & S. Jabeen                                  | 2020           |
| Coprinellus pallidissimus (Bleke glimmerinktzwam)       | (Romagn.) P. Roux, Guy García & S. Roux                | 2006           |
| Coprinellus papillatus                                  | Voto                                                   | 2021           |
| Coprinellus parapellucidus                              | Voto                                                   | 2021           |
| Coprinellus parvulus                                    | (P.-J. Keizer & Uljé) Házi, L. Nagy, Papp & Vágvölgyi  | 2011           |
| Coprinellus phaeoxanthus                                | A.R.P. Gomes & Wartchow                                | 2016           |
| Coprinellus plicatiloides                               | (Buller) Voto                                          | 2020           |
| Coprinellus pseudodisseminatus                          | T. Bau & M. Huang                                      | 2018           |
| Coprinellus pseudomicaceus                              | (Dennis) Voto                                          | 2019           |
| Coprinellus punjabensis                                 | Usman & Khalid                                         | 2021           |
| Coprinellus pusillulus                                  | (Svrček) Házi, L. Nagy, Papp & Vágvölgyi               | 2011           |
| Coprinellus pyrrhanthes (Oranjebruine poederinktzwam)   | (Romagn.) Redhead, Vilgalys & Moncalvo                 | 2001           |
| Coprinellus radians (Rosse viltinktzwam)                | (Desm.) Vilgalys, Hopple & Jacq. Johnson               | 2001           |
| Coprinellus rufopruinatus                               | (Romagn.) N. Schwab                                    | 2019           |
| Coprinellus saccharinus (Parelglimmerinktzwam)          | (Romagn.) P. Roux, Guy García & Dumas                  | 2006           |
| Coprinellus sclerobasidium                              | (Singer) Voto                                          | 2020           |
| Coprinellus silvaticus                                  | (Peck) Gminder                                         | 2010           |
| Coprinellus subangularis                                | (Thiers) Voto                                          | 2020           |
| Coprinellus subcurtus                                   | P. Voto                                                | 2019           |
| Coprinellus subradians                                  | Voto                                                   | 2021           |
| Coprinellus subrenispermus                              | (Singer) Voto                                          | 2020           |
| Coprinellus tenuis                                      | S. Hussain                                             | 2018           |
| Coprinellus tibiiformis                                 | Voto                                                   | 2021           |
| Coprinellus truncorum (Gladstelige glimmerinktzwam)     | (Scop.) Redhead, Vilgalys & Moncalvo                   | 2001           |
| Coprinellus venustus                                    | (McKnight & P. Allison) Voto                           | 2020           |
| Coprinellus verrucispermus (Schijnwratsporige inktzwam) | (Joss. & Enderle) Redhead, Vilgalys & Moncalvo         | 2001           |
| Coprinellus xanthothrix (Kleine viltinktzwam)           | (Romagn.) Vilgalys, Hopple & Jacq. Johnson             | 2001           |
| Coprinellus xylophilus                                  | Voto                                                   | 2021           |